# Iskaffe

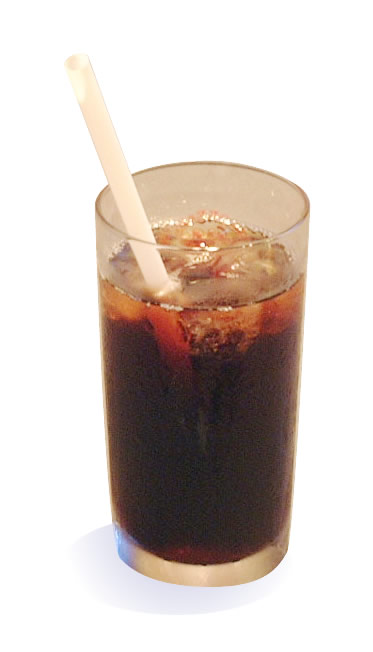
Iskaffe med is.

Iskaffe är en dryck som innehåller kallt kaffe, oftast sötat och med något smakextrakt som choklad eller vanilj. Det kan serveras med is, vispgrädde eller skummjölk.